# Кориаули, Амиран Александрович
Амиран Александрович Кориаули (1956, Тианети, Грузинская ССР, СССР — 24 октября 1991, ИК-29, Омск, Омская область, РСФСР, СССР) — советский вор в законе.

## Биография
Амиран Кориаули родился в 1956 году в Грузинском городе Тианети.
В 1989 году по соглашению Амирана Кориаули в Иркутской области был коронован Моисеев Александр Викторович (Мася). Также в коронации принимали участие известные воры в законе Джем и Япончик.
В июле 1989 года был этапирован в ИТК УВД Омской области. Находился в ИК-20, в последствии в ИК-29.
Умер 24 октября 1991 года. Похоронен в родном городе Тианети.